# Foursquare
Foursquare est un réseau social qui permet à l’utilisateur d'indiquer où il se trouve grâce à un système de géolocalisation et de recommander, ce faisant, des lieux de sorties (restaurants, cafés, magasins). Jusqu'en 2014, l'aspect ludique de l'application vient du fait qu'il est possible à l'utilisateur de gagner des points et d'accumuler des badges relatifs à des actions spécifiques et de devenir « maire » des endroits dans lesquels il est la personne à avoir fait le plus de check-ins (pointages,ou enregistrements) récemment,.
Depuis 2014, l'application évolue et se transforme en guide urbain interactif.
L'application fonctionne sur Symbian OS, iOS, Android, Windows Mobile, Windows Phone, Palm Pre, Blackberry et PlayStation Vita.

## Histoire
Foursquare a été créé à New York en 2009 par Dennis Crowley, Naveen Selvadurai, Harry Heymann, Nathan Folkman et Mike Singleton, et son logo a été dessiné par Mari Sheibley.
Union Square Ventures et O’Reilly AlphaTech Ventures ont apporté 1,35 million de dollars à Foursquare en septembre 2009, ce qui semble augurer d'un attrait important de la part des investisseurs américains.
Le 1er mars 2012, Foursquare annonce passer de Google Maps à OpenStreetMap pour la localisation.
En avril 2013, Foursquare revendiquait trente-trois millions d'abonnés.
Le 6 août 2014, Foursquare lance une nouvelle version de son application qui change complètement son mode de fonctionnement, laissant le système des pointages à une application tierce baptisée Swarm et se recentrant sur les recommandations de lieux intéressants à expérimenter. Foursquare en profite pour se doter d'un nouveau logo et se transforme donc en guide urbain interactif et collaboratif.
En avril 2020, Foursquare annonce sa fusion avec Factual, une entreprise également spécialisée sur la géolocalisation, créant un nouvel ensemble ayant 400 employés qui prend le nom de Foursquare Labs.

## Statistiques et utilisation
En septembre 2012, Foursquare comptait plus de 25 millions d'utilisateurs dans le monde entier. On compte plus de 2,5 milliards de pointages et plusieurs millions par jour. En outre, on compte plus d'un million de sociétés qui utilisent cette application pour se faire connaître du grand public et fidéliser des clients. En avril 2013, Foursquare revendiquait trente-trois millions d'abonnés.
Les utilisateurs sont encouragés à localiser très précisément leurs pointages : l'utilisateur peut indiquer l'étage ou la zone où il se trouve dans un lieu donné ou l'activité spécifique à ce lieu. Les utilisateurs peuvent choisir d'afficher leurs pointages sur leurs comptes Twitter ou Facebook. Toutefois, une étude de 2011 portant sur les comportements de cessation de suivi (unfollowing) (l'utilisateur met un terme à la réception automatique des tweets émis par un autre utilisateur auquel il s'était préalablement « abonné ») sur Twitter a observé que les utilisateurs interrogés ont montré une aversion pour la publication en rafale de leurs pointages par l'automate Foursquare. Le 19 décembre 2013 Foursquare annonce une levée de fonds de 35 millions de dollars auprès de DFJ Growth et Capital Group.

## Utilisation des données et critiques

### Données personnelles et sécurité
Une des principales critiques porte sur l'utilité restreinte à simplement permettre de rencontrer ses contacts qui se trouvent à proximité. Un système de pointage rend cette application plus ludique mais l'intérêt reste néanmoins limité si les propriétaires des lieux fréquentés n'adhèrent pas.

### Exposition de la vie privée
Le fait que l'application soit basée sur la géolocalisation induit des risques en matière d'exposition de la vie privée. Il incombe aux utilisateurs d'être parcimonieux sur la divulgation de leurs renseignements personnels. Début 2010, un site avait été créé pour stigmatiser ces dangers. Intitulé « Please Rob Me » (« S'il vous plaît, cambriolez-moi »), il affichait les flux Foursquare mais est aujourd'hui inactif.
Avant 2011, l'application indiquait directement le lieu où l'on habitait, sous la forme d'un pointage rouge qui était visible par tous les contacts. Mais face à de nombreuses critiques, Foursquare a décidé de supprimer ce pointage, en proposant une fonction de confidentialité. Ainsi le domicile exact n'est pas donné, on donne seulement la zone où il se trouve.

### Utilisation des données
Depuis que l'application a évolué en 2014, les dirigeants de Foursquare s'engagent sur une utilisation éthique des données. En 2019, le pdg de l'entreprise, Jeff Glueck indique : « J’ai refusé, à maintes reprises, des offres en millions de dollars pour vendre des données, c’était contraire à notre sens de l’éthique, et je les ai refusées en une milliseconde. Les gens ont offert des millions de dollars. Rien ne vaut la peine de violer la confiance car il s’agit d’un business qui repose sur la confiance ».